# Blanche de Savoie
Blanche Marie de Savoie, née en 1336 à Chambéry et morte le 31 décembre 1387 à Pavie, est une princesse issue de la dynastie de la maison de Savoie.

## Biographie

### Origine
Blanche Marie est le deuxième enfant d'Aymon de Savoie (1291-1343), comte de Savoie, d'Aoste et de Maurienne, et de Yolande de Montferrat (1318-1342), elle-même fille de Théodore Ier Paléologue (1291-1338), marquis de Montferrat et d'Argentina Spinola,. Elle naît en 1336.
Blanche n'a que six ans lorsqu'elle perd sa mère Yolande, qui meurt lors de l'accouchement, le 24 décembre 1342, de son cinquième enfant,. Six mois plus tard, le 22 juin 1343, c'est son père qui décède.
Sa jeunesse se passe dans le château des comtes de Savoie sur les rives du lac du Bourget, jeunesse qui est troublée par la mort de son jeune frère Giovanni et par une crise de mysticisme de son frère aîné Amédée. L'époque est marquée par la terrible épidémie de peste noire qui décimera une grande partie de la population de l'Europe de 1347 à 1350.

### Mariage
Pour tenter de mettre un frein à la politique expansionniste du marquis de Montferrat Jean II, l'oncle de Blanche, une alliance est instaurée, le 22 octobre 1349, entre les États de Savoie régis par Amédée III de Genèvre et Louis II de Savoie-Vaud (1290-1348/50) et le Milanais de Jean Visconti. Dans les accords, est prévu le mariage de Blanche avec le neveu de Jean Visconti, Galéas.
Le 28 septembre 1350, à Rivoli, eut lieu le mariage de Blanche, âgée de 14 ans, avec Galéas (ca 1320-1378) de seize ans son aîné, neveu du seigneur de Milan régnant, Jean Visconti, et collaborant à son gouvernement.
Dès le mois d'octobre 1350, Galéas est chargé par Jean de s'emparer de la cité de Bologne mais sa santé fragile l'oblige à laisser Barnabé achever la conquête.
En octobre 1354, Jean Visconti décède et ses trois neveux, Mathieu II, Galéas II et Barnabé deviennent co-seigneurs de Milan en se partageant les seigneuries affidées.
La mort de Mathieu II en 1355 soulèvera le problème de la culpabilité des deux frères restants, accusés par leur mère Valentina Doria d'être les auteurs d'un assassinat par empoisonnement. Dans l'esprit de Blanche, seul Barnabé était coupable et elle vécut dans la méfiance à son égard.
Cette situation se clarifia lorsque Galéas acquit la cité de Pavie et ils décidèrent d'en faire leur nouveau séjour, mettant ainsi une certaine distance, entre Barnabé et eux.
En 1360, le frère de Blanche, Amédée VI de Savoie, marié à Bonne de Bourbon, cousine du roi de France Jean II (1319-1364), se charge de collecter de l'argent en Italie pour participer à la rançon de ce dernier : le traité de Brétigny imposé par Édouard III d'Angleterre stipule la somme de 3 millions d'écus d'or contre la libération des enfants du roi, Jean et Louis, otages en ses lieu et place.
Des négociations s'ouvrent entre Milan et Paris, en présence de Pétrarque conseiller de Galéas II, pour négocier le mariage du fils aîné de Galéas et de Blanche, Jean Galéas alors âgé de neuf ans, avec la fille de Jean II, Isabelle de France âgée de douze ans.
Le mariage est célébré en juin 1360, 600 000 écus ont été trouvés et Jean-Galéas devient comte de Vertus.

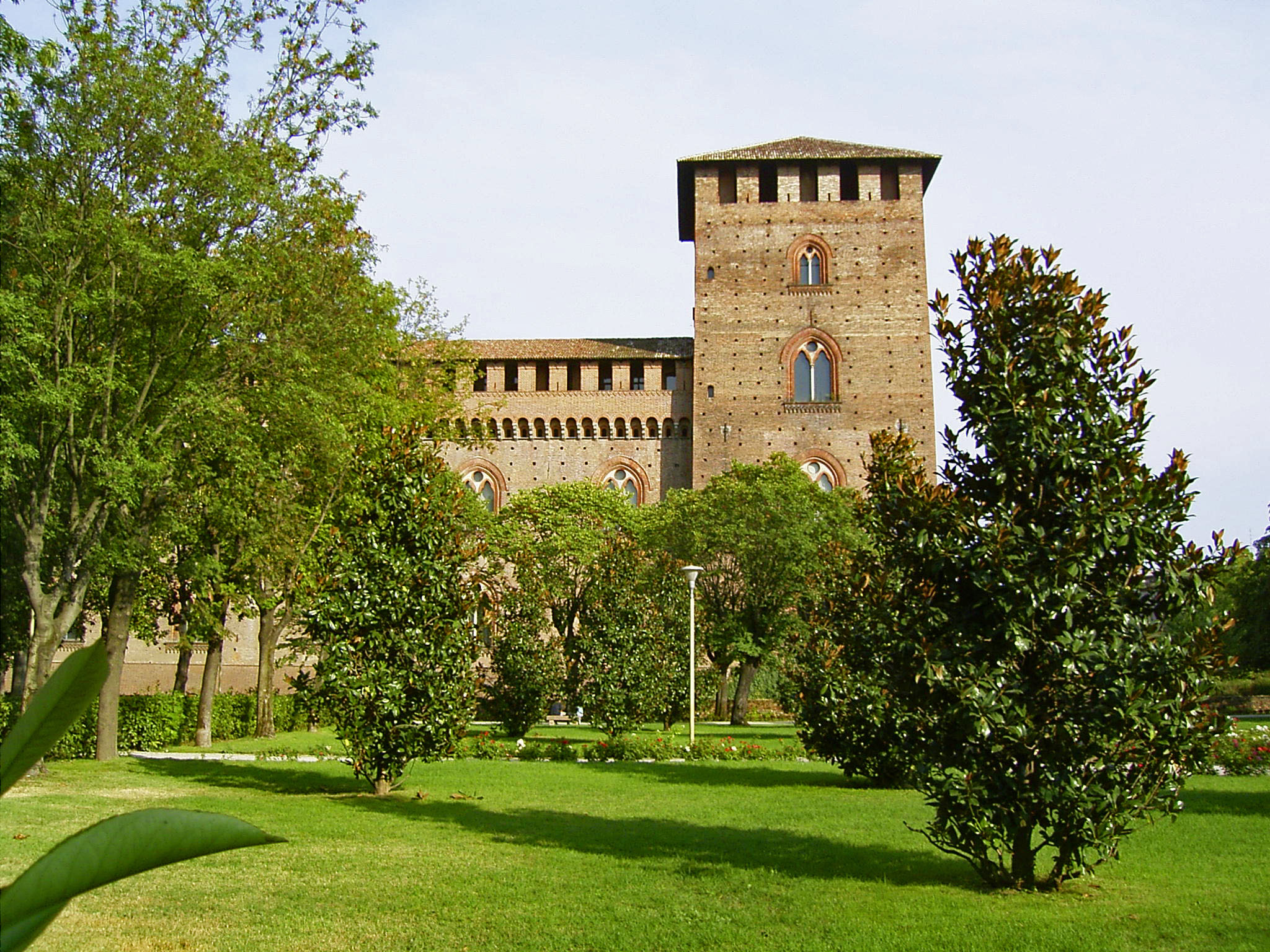
Le château de Pavie

Galéas fait construire à Pavie, dès 1360 et en l'espace de deux ans, un château qui deviendra la résidence de sa cour à partir de 1362.
Sous la houlette de Pétrarque, Pavie devient un centre culturel important et l'université de Pavie (Università di Pavia) voit le jour ainsi qu'une bibliothèque rassemblant en quelques années plus de mille titres à l'instar de celle parisienne de Charles V.
Sur le plan architectural et toujours sous l'impulsion de Pétrarque, est élevée l'arche dite de saint Augustin (Arca di Sant'Agostino) de la basilique Saint-Pierre au ciel d'or due à des artistes comasques, destinée à abriter les reliques d'Augustin d'Hippone et sculptée de bas-reliefs contant sa vie.
Des artistes mantouans sont également « empruntés » au marquis Guy Gonzague (1290-1369).
Malgré la mort de sa fille Marie âgée de dix ans en 1362, la vie de Blanche de Savoie, entourée de son époux Galéas, son fils Jean-Galéas, l'épouse de celui-ci, Isabelle, et sa fille Violante, s'écoule dans un monde tranquille et cultivé qui n'est pas sans lui rappeler son enfance au château du Bourget. La famille reste en relation avec la cour de France de Charles V (1338-1380), le frère d'Isabelle devenu roi en 1364, par l'intermédiaire du frère de Blanche, Amédée et du conseiller de Galéas, Jean d'Arbois.
Des relations se nouent avec la cour d'Angleterre pour préparer le mariage de Violante qui doit épouser Lionel, le deuxième fils du roi d'Angleterre Édouard III.
Le mariage a lieu à Milan le 28 mai 1368 mais l'union se termine tragiquement et rapidement, Lionel décédant à Alba le 17 octobre suivant.
En 1372, la mort de Jean II de Montferrat ouvre les appétits voraces des États voisins. Son fils Otton dit il Secondotto n'a que onze ou quatorze ans C'est l'armée viscontienne menée par les condottieres Francesco d'Este, Jacopo Dal Verme, Ambroise Visconti, Ruggero Ranieri, Ugolino de Saluces et John Hawkwood qui assiège Asti, possession du marquisat de Montferrat. Pour défendre la cité et le marquisat, une ligue anti-viscontienne est formé sous le commandement d'Otton de Brunswick et à laquelle adhère Amédée VI de Savoie. Le frère et le fils de Blanche se retrouvent dans des camps opposés. Il s'agit de la première sortie guerrière de Jean Galéas qui va s'opposer violemment à son oncle Amédée. De tractations en tergiversations, Barnabé finit par retirer ses troupes mais doit cependant subir les foudres de l'empereur Charles IV qui lui retire le vicariat impérial et celles du pape Grégoire XI.
Terrible année pour Blanche que cette année 1372 qui voit le décès de sa bru Isabelle, âgée de seulement 24 ans, le 11 septembre 1372, des suites de l'accouchement de son quatrième enfant, Carlo qui, de plus, mourra bébé.
La question d'Asti trouve une solution précaire avec le mariage proposé par Blanche entre sa fille Violante, veuve de Lionel d'Angleterre depuis neuf ans, avec le jeune marquis de Montferrat Otton et qui se déroule le 2 août 1377.
Nouvelle année terrible que celle qui va suivre. Les deux femmes de la famille vont se retrouver veuves. Blanche perd Galéas le 4 août 1378 et sa fille Violante perd Otton le 16 décembre 1378.
Qui plus est, Jean Galéas n'en a pas fini avec sa haine à l'égard d'Otton II son beau-frère — et, de surcroît, cousin de sa mère — : il repart l'attaquer mais le décès de ce dernier, le 16 décembre 1378, met un terme à cet épisode.
Les années qui vont suivre vont être marquées par la domination sans partage et la mainmise de Barnabé sur le Milanais.
Eu égard à sa qualité de successeur de Galéas, Barnabé concède à Jean Galéas le gouvernement de la partie occidentale de la Lombardie mais, se considérant seul seigneur de Milan, il désigne ses deux fils Ludovico et Rodolfo comme ses héritiers en mars 1379.
Pour satisfaire les projets de l'oncle, Jean Galéas épouse sa cousine Catherine le 2 octobre 1380, de même que Violante épouse son cousin Ludovico le 18 avril 1381.
Blanche, cependant, continue de gérer ses affaires à l'exemple de l'organisation de la cité de Vigevano dont elle a acquis la seigneurie.
En 1385, Blanche concocte, avec son fils Jean Galéas, un coup d'État à l'encontre de Barnabé. Jean Galéas réussit à le faire prisonnier le 6 mai 1385 ainsi que ses deux cousins Ludovico et Rodolfo. Enfin libéré de l'emprise de Barnabé, Jean Galéas se voit confier le pouvoir sur la cité de Milan.
En octobre 1386, Blanche perd sa fille Violante.
Son dernier engagement familial sera l'organisation du mariage de sa petite-fille Valentine, fille de Jean Galéas, avec Louis de France (1372-1407), fils du roi de France Charles V et futur duc d'Orléans. Un mariage par procuration sera célébré à Milan le 8 avril 1387. Le mariage définitif aura lieu après le décès de Blanche, le 17 août 1389, à Melun.
Âgée de 51 ans et à la fin d'une vie chargée de bonheurs et de tragédies, Blanche Marie meurt le 31 décembre 1387. Elle est enterrée à Pavie dans le monastère de Santa Chiara dit de l'Annonciation (Santa Chiara dell'Annunziata) qu'elle avait fondé en 1380. Outre sa fondation du couvent des Clarisses, elle laisse à cette institution un legs substantiel de 40000 florins. Elle disposait aussi d'un panneau dévotionnel (anconetta) de grande valeur ainsi que de nombreux manuscrits enluminés.

## Descendance
Blanche donna trois enfants à Galéas :
- Jean Galéas (1351-1402) qui deviendra seigneur de Milan après avoir renversé son oncle Barnabé
- Marie (1352-1362), morte jeune
- Violante (1354-1386) qui épousera :
  - en 1368, Lionel d'Angleterre (1338-1368), duc de Clarence, comte d'Ulster
  - en 1377, Otton il Secondotto (1358/61-1378), marquis de Montferrat
  - en 1381, son cousin Ludovico Visconti (NC-1404), fils de Barnabé et seigneur de Parme.